# The Vaselines
The Vaselines — инди-поп-группа родом из города Глазго, Шотландия. Сформировавшись в 1986 году, группа состояла только из Юджина Келли (гитара) и Фрэнсис Макки (вокал, гитара). Впоследствии к ним присоединились Джеймс Синен (бас-гитара) и брат Юджина Чарли Келли (барабаны), раньше игравшие в группе Secession.

## История
Группа сформировалась в 1986 году и уже очень скоро выпустила два мини-альбома: Son of a Gun и Dying for It, на который вошли песни «Molly’s Lips» и «Jesus Doesn't Want Me for a Sunbeam», которые впоследствии переиграет группа Nirvana.
В 1989 году у группы выходит их первый и единственный альбом — Dum-Dum, выпущенный на лейбле 53rd and 3rd. Через некоторое время после его выпуска группа распалась.
В 1990 году группа вернулась на сцену, чтобы сыграть на разогреве у группы Nirvana, когда та выступала в Эдинбурге.
Группа особо не была популярна за пределами Шотландии, но всё изменилось после того, как Nirvana перепела некоторые их песни, ставшие популярными. Курт Кобейн очень любил The Vaselines, говорил о Келли и Макки как о «его самых любимых исполнителях» и даже назвал свою дочь, Фрэнсис Бин Кобейн, в честь Макки. После выпуска каверов песен «Son of a Gun» и «Molly’s Lips» на альбоме Nirvana Incesticide и «Jesus Doesn’t Want Me for a Sunbeam» на MTV Unplugged in New York, The Vaselines обрела новых слушателей.
В 1991 году Келли с Куртом исполнили «Molly’s Lips» на фестивале в городе Рединг.
В 1992 году вышел первый сборник группы — The Way of the Vaselines: A Complete History.

## Воссоединение
Летом 2006 года Макки и Келли вновь вышли на сцену вместе и исполнили песни The Vaselines в поддержку их соло-альбомов. Это было их первое совместное выступление после распада группы в 1990 году.
24 апреля 2008 года группа окончательно воссоединилась, сыграв свои песни на благотворительном концерте в Глазго. По сей день The Vaselines всё также продолжают свою концертную деятельность.
5 мая 2009 года Sub Pop выпустила сборник песен Enter the Vaselines. Сборник представляет собой переиздание The Way of The Vaselines: A Complete History 1992 года. В него входят два мини-альбома группы, полноценный альбом Dum-Dum, а также различные демозаписи и записи с концертов группы в 1986 и 1988 годах. Сразу же после выпуска, The Vaselines провели в Америке тур в поддержку сборника.
Второй студийный альбом The Vaselines, Sex With an X, вышел 14 сентября 2010 года на лейбле Sub Pop.
Третий студийный альбом «V for Vaselines» вышел 29 сентября 2014 на Rosary Music.

## Состав группы

### Нынешние участники
- Юджин Келли — вокал, гитара
- Фрэнсис Макки — вокал, гитара
- Стиви Джексон — гитара
- Бобби Килди — бас-гитара
- Майкл МакГаугрин — барабаны

### Бывшие участники
- Джеймс Синен — бас-гитара
- Чарли Келли — барабаны

## Дискография
| Года | Название                                                               | Лейбл      | UK Indie Chart |
| ---- | ---------------------------------------------------------------------- | ---------- | -------------- |
| 1987 | Son of a Gun (EP)                                                      | 53rd & 3rd | 26             |
| 1988 | Dying for It (EP)                                                      | 53rd & 3rd | 11             |
| 1990 | Dum-Dum                                                                | 53rd & 3rd |                |
| 1991 | The Vaselines / Beat Happening - Recorded Live In London, England 1988 | K Records  |                |
| 1992 | The Way of the Vaselines: A Complete History                           | Sub Pop    |                |
| 1992 | All the Stuff and More...                                              | Avalanche  |                |
| 2009 | Enter the Vaselines                                                    | Sub Pop    |                |
| 2010 | Sex With an X                                                          | Sub Pop    |                |